# Université de Saragosse

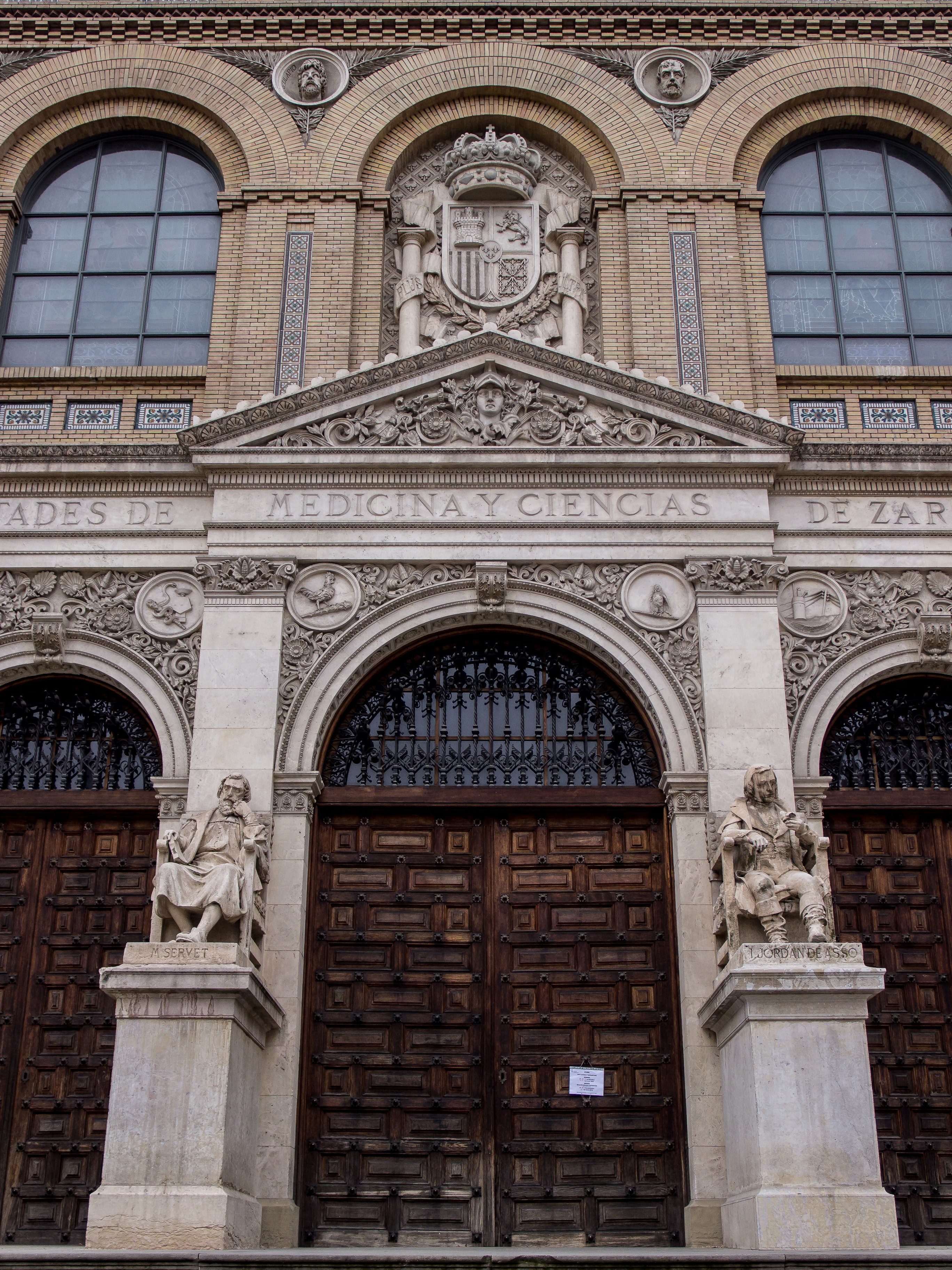
Le bâtiment principal de l'ancienne faculté de médecine et des sciences.

Pour les articles homonymes, voir Saragosse (homonymie).
L'université de Saragosse, ou Universidad de Zaragoza en espagnol, est une université d'Espagne dont le siège est à Saragosse, en Aragon.
Fondée en 1542, mais avec des origines qui remontent à l'Antiquité, l'université de Saragosse est l'une des plus anciennes universités dans le monde. Elle assure la formation de plus de 40 000 étudiants dans ses 22 facultés, et se classe parmi les meilleures universités publiques en Europe. Située au cœur de l'Aragon, l'université de Saragosse est la seule université publique de la région, ce qui signifie qu'elle est financée par la « Diputación General de Aragón » (le gouvernement d'Aragon) et le gouvernement de l'Espagne. 
Son activité est répartie dans les trois provinces d'Aragon, avec des campus d'enseignement et des centres de recherche à Huesca, Teruel et Saragosse. 
Très populaire – aussi bien à cause de son impressionnante histoire (remontant à la Rome antique) que grâce à sa situation géographique (entourée de monuments et de musées) –, l'université attire de nombreux étudiants depuis les quatre coins du monde.

## Origines historiques

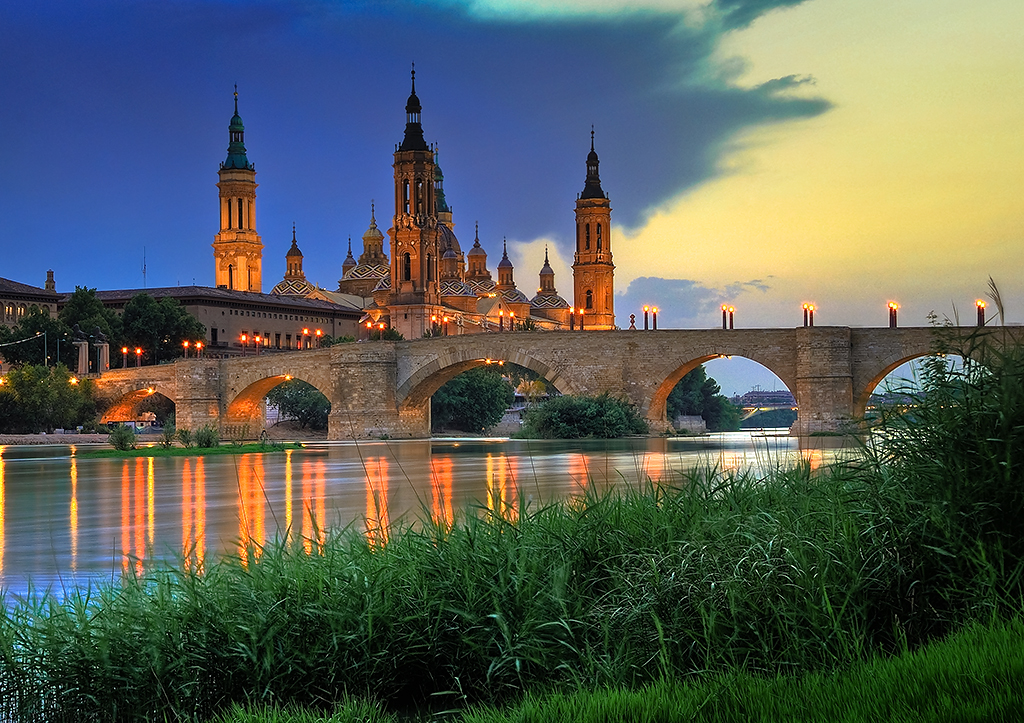
Basilique du Pilar - Fleuve Ebre, Saragosse. (Espagne, 2008)

À l'instar d'autres institutions issues de traditions de l'Antiquité et du Moyen Âge, l'université de Saragosse n'a pas tout à coup surgit du néant en 1542. Son origine remonte au centre religieux connu sous le nom de l'École de Saragosse, dont le père fondateur au VIIe siècle a été l'évêque Braulio (qui est la raison pour laquelle dans les temps modernes, il a été choisi comme le saint patron de l'université). Plus tard, des références à 1335 indiquent qu'existait à Saragosse une école des beaux-arts (connu sous le nom d'arts libéraux, dont l'enseignement couvrait les classiques inclus dans le trivium et quadrivium. Entre 1474 et 1476 de cette institution a évolué en école des arts, jusqu'à devenir une université au XVIe siècle. 

## Fondation
Les activités culturelles et des efforts des dirigeants de Saragosse au cours du dernier tiers du XVe siècle ont obtenu la bénédiction du pape Sixte IV en 1474 et, à la demande de Fernando, le futur roi d'Aragon, a été établie une école d'arts. Coïncidant avec l'introduction de l'imprimerie, la preuve d'un intérêt dans la connaissance et les lumières s'est incarné dans la ratification de l'École des arts par le roi Juan en 1476. Ainsi, la capitale du royaume d'Aragon pouvait alors accorder le degré de «bachelier» dans les arts. En 1477, le recteur Pedro de la Cabra et un représentant du conseil municipal établirent le premier règlement. Des pétitions pour obtenir le droit d'accorder les pleins degrés de Licenciado et de doctorat ont continué jusqu'en 1542, date à laquelle on peut parler de l'Université de Saragosse comme existant «de jure», car il n'existait quje de facto jusqu'à 1583, la date de fondation officielle. 
Comme il fallait s'y attendre au XVIe siècle, cette université a été établie dans une société très simple si l'on en juge seulement à l'aide de critères matériels, mais en réalité dans une culture très complexe et diversifiée, si l'on prend en compte à la fois le matériel et le spirituel. Il est dit que les deux mondes existait alors, le monde rural et l'urbain. En Aragon cette classification est valable, mais il faut comprendre qu'en ce qui concerne les relations juridiques dans le système féodal de production dans le monde rural, une distinction doit certainement être faite entre les domaines de l'Église, les indépendants et la Couronne, et les relations avec le « pouvoir absolu », le sacré et le séculier et un droit inéquitable dans les successions. En ce qui concerne le monde urbain, tous appartenant à la Couronne, nous devons faire une distinction entre la capitale, Saragosse, siège du gouvernement de la monarchie et le roi lui-même, avec un singulier conseil et de plusieurs hauts tribunaux de la justice, qui a donné au peuple une grande liberté d'action par rapport à d'autres villes, et les autres zones urbaines de la Couronne dans toute Aragon, dont la liberté est plus limitée par leur faible concentration de la population et des contacts limités avec le monde extérieur. Il est certain que dans une société qui, compte tenu de sa complexité, nous observons la présence des pauvres et des exclus, ainsi qu'un nombre d'immigrants, en particulier français, qui en 1577 constituaient un cinquième de la population, devenant une partie de la société aragonais ou qui vivent temporairement ou de façon saisonnière dans la région. D'un point de vue qualitatif, mis à part la contribution importante de la Catalogne et des commerçants génois dans la région l'économie peut être négligée.
D'autre part, dans ce XVIe siècle, l'Aragon était aussi immergé dans le mouvement général connu sous le nom de la Renaissance, avec ses grands conflits religieux et politiques. Les nobles et les patriciens urbains de Saragosse ont offert leurs ressources pour son développement: des palais, des églises, des peintures, des imprimeries et des œuvres littéraires et scientifiques représenté une grande entreprise et qui a suscité le développement des techniques diverses et les plus raffinées. 
C'est l'effort de quelques -essentiellement des patriciens urbain et le clergé éduqué -qui permit au  roi d'Aragon le privilège de fonder l'École et toutes les facultés dans la ville de Saragosse. Pour ce faire, ils ont profité de la réunion des Cortes Generales assemblée au Monzón et précisément à la date du 10 septembre 1542 où l'empereur, roi des Aragonais, avec sa mère, Juana, a signé avec son « I, le Roi » le document-privilège - qui a créé de jure les écoles de théologie, de droit canon et de droit civil, de médecine, philosophie, art et toutes celles qui sont acceptables dans la communauté universitaire de l'époque. 
Les membres du conseil de la ville de Saragosse, Alberuela de Martin, Juan de Paternoy et Miguel Frances, dirigé par me doyen Jeronimo Oriola, ont alors atteint leur objectif. Et certainement, pas de peu d'importance est le fait qu'il y avait des professeurs à l'université de la stature de Gaspar Lax de Sariñena, qui après avoir étudié à Saragosse, a consacré ses talents à l'enseignement à Paris, de retour en 1525 pour se consacrer à la l'étude et l'enseignement des mathématiques, logiques et de la philosophie, disciplines dans lesquelles il a été une figure européenne. Mais plus de détermination et les ressources étaient encore nécessaires. 
Comme à de nombreuses reprises (certaines très récentes), une bulle papale de confirmation en 1554 et 1555 n'a pas fourni de ressources économiques supplémentaire, et le privilège n'a pas été accompagnée d'aucun revenu ou un avantage  à confier à l'une université. Il faudra attendre pour obtenir des fonds du gouvernement de la ville, qui sont si décisifs et furent constants dans une longue tradition. Le conseil municipal a déjà montré son intérêt pour l'école en 1492, après avoir demandé de l'argent au Roi pour payer des professeurs honoraires. Il a assuré un financement pour les chaires de théologie en 1500 et la poésie et la rhétorique en 1503, et également à l'école elle-même, qui utilise l'argent des étudiants pour embaucher à temps partiel des professeurs en 1509. Et il y a eu des contributions de personnes telles que Pedro Cerbuna (le premier cas exemplaire d'un mécène) dont le soutien matériel fut utile  malgré l'opposition du vice-roi. L'université ne dispose pas de ses propres bâtiments avant 1586, date de la construction de la Casa de Anatomia.
Ainsi, en l'an 1542 l'université de Saragosse a obtenu les droits pour devenir ce que nous appelons aujourd'hui l'université. Il a fallu quatre cent cinquante ans et c'est ce que nous nous souvenons, mais il est nécessaire de poursuivre l'effort, et beaucoup d'illusions ont été perdues en chemin, jusqu'à ce que d'autres ont communiqué leur enthousiasme et éviter les obstacles, de même que Pedro Cerbuna, a assuré leurs efforts et ont réussi à créer l'école et toutes les facultés en 1583, dont le quatrième centenaire a été célébré en 1983.

## L'université de Saragosse aujourd'hui
Avec un total d'environ 34 000 élèves, l'activité de l'université est assurée par un corps enseignant d'environ 3 200 personnes et un corps du personnel administratif et technique d'environ 2 000 personnes. Il est réparti dans les campus situé en Saragosse, Huesca et Teruel.
Le Centro Politécnico Superior se trouve sur l'un des campus de l'université.
L'université de Saragosse est le principal centre de l'innovation technologique dans la vallée de l'Èbre et jouit d'un grand prestige au sein du monde espagnol, européen et international.
Le personnel académique à l'université de Saragosse sont hautement spécialisés et ont une vaste recherche et d'enseignement. Que ce soit l'espagnol comme langue étrangère ou dans des domaines aussi intéressants pour les étudiants internationaux comme littérature espagnole, géographie, archéologie, cinéma, histoire, biocomputation et physique des systèmes complexes ou nanotechnologies (parmi beaucoup d'autres), la combinaison de l'enseignement et de recherche s'avère très réussie. 
L'université comprend 22 facultés et écoles, 5 instituts de recherches et 3 161 enseignants.
La répartition des 33 429 étudiants de l'année universitaire 2006-2007 est la suivante : 
- Ingénierie et technologie : 9 724
- Droit, sciences sociales et gestion : 13 390
- Médecine et sciences de la santé : 3 729
- Sciences expérimentales: 2 547
- Sciences humaines : 2 149

1 890 étudiants sont impliqués dans des études de doctorat.

## Coopérations européennes et relations internationales
Par l'intermédiaire du vice-rectorat pour Relations internationales, l'Université de Saragosse participe à plusieurs programmes d'échange de recherche et de formation en Europe. 
22,1 % des étudiants inscrits en doctorat pour la période 2006-2007 ont été des étudiants en mobilité internationale. L'université de Saragosse a reçu environ 820 étudiants européens par le biais du programme Erasmus et d'autres étudiants internationaux par des programmes tels que IMCC.
Elle collabore avec des universités et des instituts de recherche d'Europe, Amérique latine et États-Unis, renforçant ainsi sa position à l'échelle internationale

## Facultés et diplômes de l'université de Saragosse

### Campus de Saragosse

#### Centro Politécnico Superior
- Ingénieur en télécommunications
- Ingénieur en informatique
- Ingénieur industriel
- Ingénieur en chimie

#### Faculté de sciences
- Licenciado en Ciencias (Físicas) (en extinción)
- Licenciado en Ciencias (Geológicas) (en extinción)
- Licenciado en Ciencias (Químicas) (en extinción)
- Licenciado en Ciencias (Matemáticas)
- Licenciado en Bioquímica (Titulación de 2º Ciclo)
- Licenciado en Física
- Licenciado en Geología
- Licenciado en Matemáticas
- Licenciado en Química
- Diplomado en Óptica y Optometría
- Diplomado en Estadística

#### Faculté de sciences économiques et entreprises
- Licenciado en Administración y Dirección de Empresas
- Licenciado en Economía

#### Faculté de droit
- Licenciado en Derecho (en extinción)
- Graduado en Derecho
- Programa conjunto Derecho-Administración y Dirección de Empresas

#### Faculté de l'éducation
- Licenciado en Psicopedagogía
- Maestro, Audición y Lenguaje
- Maestro, Educación Especial
- Maestro, Educación Física
- Maestro, Educación Musical
- Maestro, Educación Primaria
- Maestro, Lengua Extranjera

#### Faculté de philosophie et lettres
- Graduado/a en Biblioteconomía y Documentación.
- Graduado/a en Estudios Clásicos.
- Graduado/a en Estudios Ingleses.
- Graduado/a en Filología Hispánica.
- Graduado/a en Filosofía.
- Graduado/a en Geografía y Ordenación del Territorio.
- Graduado/a en Historia.
- Graduado/a en Historia del Arte.
- Graduado/a en Lenguas Modernas (lengua principal: Francés).
- Graduado/a en Periodismo.

#### Faculté de médecine
- Licenciado en Medicina y Cirugía (en extinción)
- Licenciado en Medicina

#### Faculté vétérinaire
- Licenciado en Veterinaria
- Licenciado en Ciencia y Tecnología de los Alimentos (Titulación de 2º Ciclo)

#### Escuela Universitaria de Ciencias de la Salud
- Diplomado en Enfermería
- Diplomado en Fisioterapia
- Diplomado en Terapia Ocupacional

#### Escuela Universitaria de Estudios Empresariales
- Diplomado en Ciencias Empresariales

#### École universitaire des sciences sociales
- Diplomado en Relaciones Laborales
- Diplomado en Trabajo Social

#### École universitaire des techniques industrielles
- Ingeniero Técnico en Diseño Industrial
- Ingeniero Técnico Industrial (Esp. Electricidad) (en extinción)
- Ingeniero Técnico Industrial (Esp. Mecánica) (en extinción)
- Ingeniero Técnico Industrial (Esp. Química) (en extinción)
- Ingeniero Técnico Industrial (Esp. Electricidad)
- Ingeniero Técnico Industrial (Esp. Electrónica Industrial)
- Ingeniero Técnico Industrial (Esp. Mecánica)
- Ingeniero Técnico Industrial (Esp. Química Industrial)

#### École universitaire de tourisme
- Diplomado en Empresas y Actividades Turísticas (en extinción)
- Diplomado en Turismo

### Campus de La Almunia

#### Escuela Universitaria Politécnica de La Almunia de Doña Godina (EUPLA) (centro adscrito)
- Arquitecto Técnico
- Ingeniero Técnico en Informática de Sistemas
- Ingeniero Técnico Industrial (Esp. Mecánica: Construcción de Máquinas) (en extinción)
- Ingeniero Técnico Industrial (Esp. Electrónica Industrial)
- Ingeniero Técnico Industrial (Esp. Mecánica)
- Ingeniero Técnico Agrícola (Esp. Hortofruticultura y Jardinería)
- Ingeniero Técnico Agrícola (Esp. Industrias Agrarias y Alimentarias)

### Campus de Huesca

#### Facultad de Ciencias de la Salud y del Deporte
- Licenciado en Ciencias de la Actividad Física y del Deporte (se imparte 2º Ciclo)
- Licenciado en Medicina y Cirugía (se imparte 1er Ciclo)
- Licenciado en Odontología
- Diplomado en Nutrición Humana y Dietética

#### Faculté de sciences humaines et éducation
- Licenciado en Humanidades
- Maestro, Educación Física
- Maestro, Educación Infantil
- Maestro, Educación Primaria

#### Escuela Politécnica Superior(UZ)
- Ingeniero Agrónomo
- Ingeniero Técnico Industrial (Esp. Química)
- Ingeniero Técnico Agrícola (Esp. Explotaciones Agropecuarias)

#### Escuela Universitaria de Estudios Empresariales
- Diplomado en Ciencias Empresariales
- Diplomado en Gestión y Administración Pública
- Diplomado en Relaciones Laborales

#### École universitaire d'infirmières
- Diplôme d'infirmière

### Campus de Teruel

#### Faculté des sciences sociales et humaines
- Licenciado en Ciencias del Trabajo (Titulación de 2º Ciclo)
- Licenciado en Bellas Artes
- Licenciado en Humanidades
- Diplomado en Relaciones Laborales
- Maestro, Educación Infantil
- Maestro, Educación Primaria
- Maestro, Lengua Extranjera

#### École universitaire polytechnique -Escuela Universitaria Politécnica
- Technicien supérieur en télécommunications (Esp. Sistemas Electrónicos) (en extinción)
- Technicien supérieur en télécommunications (Esp. Sistemas Electrónicos)
- Technicien supérieur en informatique de gestion

#### École universitaire d'infirmières
- Diplôme d'infirmière

## Personnalités
- Paula Ortiz (1979-), cinéaste[2].